# Basin (Wyoming)
Basin é uma cidade  localizada no estado norte-americano de Wyoming, no Condado de Big Horn.

## Demografia
Segundo o censo norte-americano de 2000, a sua população era de 1238 habitantes. 
Em 2006, foi estimada uma população de 1242, um aumento de 4 (0.3%).

## Geografia
De acordo com o United States Census Bureau tem uma área de 
5,3 km², dos quais 5,2 km² cobertos por terra e 0,1 km² cobertos por água.

## Localidades na vizinhança
O diagrama seguinte representa as localidades num raio de 60 km ao redor de Basin. 